# El más allá (película de 1981)
El más allá (...E tu vivrai nel terrore! L'aldilà) es una película italiana de 1981 dirigida por Lucio Fulci. Es la segunda película de la trilogía extraoficial de las puertas del infierno, junto a Paura nella città dei morti viventi y The House by the Cemetery. El más allá se ha convertido en una película de culto, principalmente por sus escenas violentas que han sido censuradas en varios países.

## Trama
En 1927, el Hotel Seven Doors (Siete Puertas) es el lugar de una matanza: un grupo de hombres crucifica a un artista llamado Schweick, acusado de ser un brujo. La muerte del artista abre una de las siete puertas del infierno, las cuales están esparcidas por el mundo y permiten que los muertos puedan traspasar al mundo de los vivos. Varias décadas después una mujer de Nueva York hereda el hotel y planea reabrirlo con fines monetarios. Pero los trabajos de remodelación activan el portal y pronto se ve enfrentada junto a un doctor del pueblo, a los muertos vivientes, el fantasma de una joven ciega que les pide que abandonen el hotel, el místico Libro de Eibon que contiene las respuestas a los extraños acontecimientos, un niña cuyos padres asesinados se convirtieron en zombies y es poseída por unos espíritus, y Schweick que ha regresado como un maligno e indestructible cadáver que es controlado por las fuerzas sobrenaturales.
Todas las esperanzas están perdidas. El héroe y la heroína llegan subterráneamente del hospital hasta el sótano del hotel. Entran en un paisaje que Schweick estaba pintando al principio de la película, árido, neblinoso y lleno de cadáveres momificados. Los dos se vuelven ciegos y se internan en el paisaje.

## Reparto
- Catriona MacColl: Liza Merril
- David Warbeck: Dr. John McCabe
- Cinzia Monreale: Emily
- Antoine Saint-John: Schweick
- Veronica Lazar: Martha
- Larry Ray: Larry
- Giovanni De Nava: Joe
- Al Cliver: Dr. Harris
- Michele Mirabella: Martin Avery
- Gianpaolo Saccarola: Arthur
- Maria Pia Marsala: Jill
- Laura De Marchi: Mary-Ann

## Recepción
La cinta recibió respuestas variadas por parte de la crítica cinematográfica. En el sitio web Rotten Tomatoes posee un 63% de comentarios «frescos», basado en un total de 16 críticas. Marc Savlov del periódico The Austin Chronicle escribió: "Como la mayoría de las epopeyas gore de Fulci, El más allá está llena de imágenes y escenas garantizadas para hacerte decir 'Ugh', pero esa es la desagradable belleza del trabajo del director". Steve Biodrowski de la revista Cinefantastique también se refirió de forma positiva a la película, pero aclarando que no carece de defectos: "No quiero ensalzar las virtudes de esta película en voz demasiado alta, porque no es perfecta, en cierto modo, de hecho, se sostiene mejor en el recuerdo que en la vista, permitiendo que la mente asocie libremente sus elementos inconexos". Por su parte, Roger Ebert del periódico Chicago Sun-Times criticó la trama y diálogos de la cinta, otorgándole media estrella de un total de cuatro.
En 2005, la revista británica Total Film la ubicó en el puesto número 49 de las mejores películas de terror de la historia. Cinco años más tarde, la revista Wired la incluyó entre las 25 mejores películas de terror de todos los tiempos.